# Ивена (певачица)
Ивена (Русе, 26. април 1981) бугарска је поп-фолк певачица.
Рођенa је 26. априла 1981. у Русе. 2002. године започела је своју музичку каријеру у компанији Ара Аудио Видео. Прве песме које је снимила нису биле укључене у албум - „Као бисер“ и „Боли сутра“. Њени први снимци су такође снимљени на ове песме.
Четири године након што је започела каријеру 2006. године, издала је свој први самостални албум под називом „Моје срце“ . У наредним годинама Ивена је издала албуме "Женски бројеви" (2008) и "Без отисака" (2012). Певачица сарађивала са певачимa Сами, Тено Гогов, Џина Стоева, Дебора, ДЈ- Дамјан и ДЈ-ем Мајк. Године 2015. напустила је Ара Мјузик и прешла на самопродукцију.

## Дискографија

### Албуми
- (2006)
- (2008)
- (2012)

### Спотови
| Спот | Година | Режисер          |
| ---- | ------ | ---------------- |
|      | 2003   |                  |
|      | 2003   |                  |
|      | 2004   |                  |
|      | 2005   |                  |
|      | 2006   |                  |
|      | 2006   |                  |
|      | 2006   | Николай Нанков   |
|      | 2007   | Дејан Милићевић  |
|      | 2007   | Дејан Милићевић  |
|      | 2008   | Дејан Милићевић  |
|      | 2008   | Дејан Милићевић  |
|      | 2008   | Дејан Милићевић  |
|      | 2009   | Дејан Милићевић  |
|      | 2009   | Дејан Милићевић  |
|      | 2009   | Дејан Милићевић  |
|      | 2010   | Дејан Милићевић  |
|      | 2010   | Entermedia       |
|      | 2011   | Јордан Петков    |
|      | 2011   | Дејан Милићевић  |
|      | 2012   | Јордан Петков    |
|      | 2012   | Николај Скерлев  |
|      | 2012   | Николај Скерлев  |
|      | 2013   | Николај Скерлев  |
|      | 2013   | Николај Скерлев  |
|      | 2014   | Дејан Милићевић  |
|      | 2014   | DJ Chocolate     |
|      | 2014   | Петър Петров     |
|      | 2014   |                  |
|      | 2015   | Јордан Петков    |
|      | 2016   |                  |
|      | 2018   | Николај Скерлев  |
|      | 2019   | Николај Скерлев  |
|      | 2020   | Добромир Николов |

### Фолклорни спотови
| Спот                    | Година | Режисер         |
| ----------------------- | ------ | --------------- |
| Майка на Марийка думаше | 2014   |                 |
| Залюбих, мамо, три моми | 2025   | Георги Томбашки |